# Kristýna Kolocová
Kristýna Kolocová (Nymburk, 1 de abril de 1988) es una deportista checa que compite en voleibol, en la modalidad de playa.
Ganó una medalla de plata en el Campeonato Europeo de Vóley Playa de 2017. Participó en los Juegos Olímpicos de Londres 2012, ocupando el quinto lugar en el torneo femenino.

## Palmarés internacional
| Campeonato Europeo | Campeonato Europeo | Campeonato Europeo | Campeonato Europeo |
| Año                | Lugar              | Medalla            | Pareja             |
| ------------------ | ------------------ | ------------------ | ------------------ |
| 2017               | Jūrmala (Letonia)  | Medalla de plata   | Michala Kvapilová  |